# Врт Донел
Врт Донел (Donnell garden) у Сономи (Sonoma County, California) je најпознатији рад Томасa Черчa. Черч га је, са пејзажним архитектом Халприном (Lawrence Halprin, 1916-2009) и архитектом Рокризом (George Rockrise, 1917-2000), дизајнирао за породицу Донел (Dewey and Jean Donnell); данас је врт модернистичка икона и један од најбоље очуваних примера свог времена. Породица је изабрала локацију на омиљеном месту на свом сточном пикник ранчу, побрђу које гледа ка северном делу залива Сан Франциска. Врт је завршен 1948. године, и убрзо је постао познат по својој неуобичајеној, апстрактној форми - парадигми савременог начина живота Калифорније који се одвија и ентеријеру и на отвореном, са флуидним прелазима између ових подједнако важних места.
Черч дизајнира врт у време када је калифорнијска економија била у експанзији, а популација рапидно расла, а замишља га као место за опуштање, забаву, пливање, игру, роштиљ.
Черч потпуно уклапа врт Донел у захтеве терена и клијента, истовремено истражујући нове форме. Од посебног значаја је биоморфни, бубрежасти базен и скулптура Адалин Кент (Adaline Kent, 1900-1957) која је мало острво и жижа врта. Уздигнутим платоом који је састављен од дрвених плоча у облику шаховске табле очувао је постојеће дрвеће уз истовремено проширење боравка на отвореном простору.